# Wees (kind)

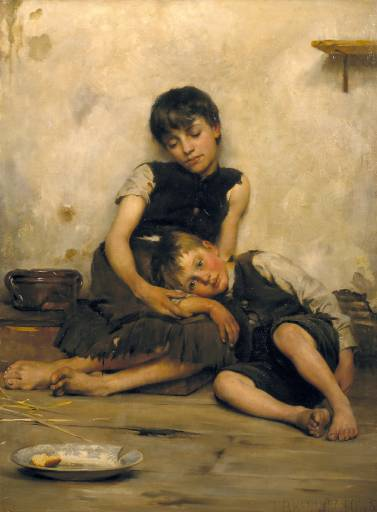
Weeskinderen geschilderd door Thomas Kennington in 1885

Een wees is een kind van wie een of beide ouders zijn overleden. Is slechts één ouder overleden, dan is men een halve wees. Zijn beide overleden spreekt men van een volle wees.

## Nederlands recht
Als een van de ouders is overleden, wordt in de plaats hiervan een voogd aangesteld, die medeverantwoordelijk is. Het kind kan zo bij de overgebleven ouder blijven. Voor volle minderjarige wezen moet een andere oplossing worden gekozen. Zij kunnen worden opgevangen in een weeshuis, bij een pleeggezin of worden geadopteerd.
Er is ook nog het begrip "verlaten wees". Dit is een wees waarvan de overlevende ouder geen financiële bijdrage levert in de onderhoudskosten, omdat die ouder met het kind geen affectieve relatie (meer) onderhoudt.

## Rol familie
Traditioneel is het de taak van peetouders om voor hun peetkinderen te zorgen als deze wees worden.

## Weeshuistoerisme
In weeskinderen wordt gehandeld en in sommige landen trekt deze industrie toerisme aan van goedwillende buitenlandse vrijwilligers. Voor een deel worden kinderen bij hun ouders weggehaald om als wees verder door het leven te gaan waarmee geld gedoneerd wordt. In 2018 besloot de regering van Australië tot een campagne om inwoners te ontmoedigen op weeshuisvakantie te gaan. Het is in wetgeving opgenomen als een vorm van moderne slavernij.

## Weeskinderen in de kunst
Weeskinderen komen in films geregeld voor als ze 19e-eeuwse of vooroorlogse periodes behandelen; op realistische en naturalistische schilderijen, voor het bestaan van de filmkunst, kun je weeskinderen afgebeeld zien. Wereldwijd veruit het bekendste verhaal over een wees is Dickens' roman Oliver Twist.